# Asplanchnopus syrinx
Asplanchnopus syrinx is een raderdiertjessoort uit de familie Asplanchnidae. De wetenschappelijke naam van deze soort is voor het eerst geldig gepubliceerd in 1837 door Ehrenberg.